# Palù
För andra betydelser, se Palu (olika betydelser).
Palù är en ort och kommun i provinsen Verona i regionen Veneto i Italien. Kommunen hade 1 244 invånare (2018).